# V Centauri

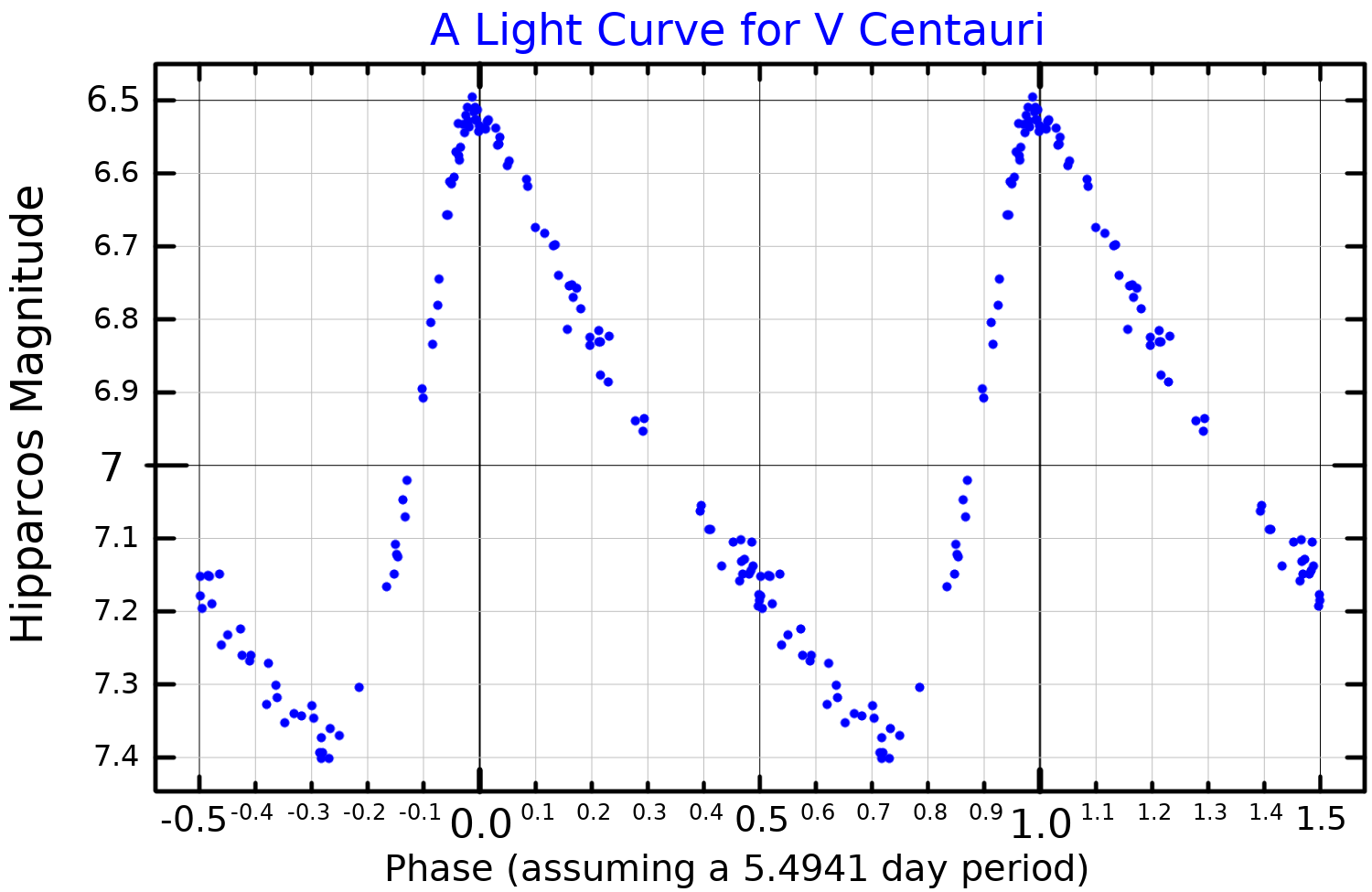
Curva de luz (banda Hipparcos) de V Centauri

V Centauri é uma estrela variável na constelação de Centaurus. Uma variável Cefeida, sua magnitude aparente visual varia entre 6,43 e 7,21 ao longo de um período de 5,493839 dias. De acordo com as medições de paralaxe pela sonda Gaia, está a uma distância de 720 ± 11 parsecs (2347 ± 37 anos-luz) da Terra, enquanto estimativas indiretas dão uma distância próxima de 700 parsecs. Esta estrela é muito provavelmente um membro do aglomerado estelar NGC 5662, uma vez que ambos estão à mesma distância da Terra e possuem movimento pelo espaço, metalicidade e idade semelhantes.
V Centauri é classificada com um tipo espectral de F5Ib/II-G0, indicando que é uma supergigante ou gigante luminosa que varia entre as classes espectrais F5 e G0 ao longo de um ciclo de pulsação. Da mesma forma, seu raio de aproximadamente 45 raios solares varia em 12%, e sua temperatura efetiva já foi medida em 5616 e 6427 K em duas fases distintas. Tem uma massa de 5 vezes a massa solar e uma idade de aproximadamente 100 milhões de anos.
Observações com o Telescópio Espacial Hubble detectaram uma possível estrela companheira de V Centauri com uma uma magnitude aparente de 15,59, a uma separação de 13,4 segundos de arco, o equivalente a 9 500 UA à distância do sistema.